# Goniophila lichenea
Goniophila lichenea là một loài bướm đêm trong họ Noctuidae.